# اللغويات الشعبية
يتكون علم اللغة الشعبي من بيانات، معتقدات أو ممارسات تتعلق باللغة والتي تستند إلى اعقادات غير مدروسة بدلاً من المنهج العلمي. تنشأ اللغويات الشعبية أحيانًا عندما تكون الاستنتاجات العلمية حول اللغة غير بديهية بالنسبة للمتحدثين الأصليين.   ومع ذلك، غالبًا ما تكون اللسانيات الشعبية أيضا بدافع بالأيديولوجية  والقومية.

## أمثلة
يستشهد Jackendoff (2003) [a] بالعبارات التالية كأمثلة نموذجية للمعتقدات اللغوية الشعبية.
- إدعاء: «الآباء يعلمون أبنائهم الكلام». يفترض البالغون أن الأطفال إما يتعلمون اللغة مباشرة من والديهم أو عن طريق التقليد البسيط.
  - على العكس من ذلك، يُظهر البحث في اكتساب لغة الطفل أن الطفل يكتسب اللغة تلقائيًا بشكل أكثر، من خلال نمط منهجي نادرًا ما يلاحظه الكبار. على الرغم من أن التفاعل مع الوالدين والبالغين والأطفال الآخرين أمر بالغ الأهمية، إلا أنه من الصعب جدًا «تصحيح» الطفل. بدلاً من ذلك، يستطيع معظم الأطفال تعلم التحدث باللغات الأصلية (بما في ذلك تلك الخاصة بأقرانهم من نفس العمر) من خلال عملية تسمى «اكتساب». [b] غالبًا ما يصحح الطفل أي أخطاء يلاحظها أحد الوالدين ذاتيًا بعد أسابيع أو أشهر.
- إدعاء: «سوف يرتبك الأطفال إذا حاولوا التحدث بأكثر من لغة واحدة». يخشى العديد من الآباء أن لا يتمكن الطفل من فرز المدخلات من لغات متعددة.
  - في الواقع، يمكن للأطفال أن يصبحوا متعددي اللغات بسهولة إذا تعرضوا لأكثر من لغة واحدة. قد تكون هناك فترة من الارتباك، لكن معظم الأطفال قادرون على الفصل بين العديد من القواعد النحوية الواضحة.
- إدعاء: «هناك لغة إنجليزية مناسبة وصحيحة». يقدّر المتحدثون عمومًا شكلاً متعلمًا من اللغة، وغالبًا ما يكون شكلها المكتوب، وأن الأشكال الأخرى لللهجة / المنطوقة تعتبر أقل شأناً من الناحية الهيكلية أو «قذرة»، وغالبًا ما يُنظر إلى المتحدثين بهذه الأشكال على أنهم «أغبياء، أو كسالى، أو قذرون، أو هيكلي» أو شروط ازدراء أخرى.
  - ومع ذلك، يتفق اللغويون عمومًا على أن الأصناف العامية مثل الإنجليزية الأمريكية الأفريقية (AAVE) لها نفس التعقيد النحوي مثل الأشكال القياسية للغة الإنجليزية. تنظر المعتقدات اللغوية الشعبية إلى هذه المعتقدات على أنها أقل شأناً، ونتيجة لذلك، غالبًا ما يعاني المتحدثون بأشكال غير قياسية من أشكال التمييز اللغوي. [a]
- إدعاء: «اللغة الحديثة تتدهور». يرى الأصوليون أن التغييرات في اللغة المنطوقة (مثل الكلمات الجديدة والابتكارات في القواعد وأنماط النطق الجديدة) ضارة وليست مجرد تغيير.
  - في الواقع، اللغات الحية ليست جامدة. تطورهم ليس مجرد ظاهرة حديثة.

قد تشمل المعتقدات الأخرى:
- الاعتقاد بأن قواعد اللغة يمكن أن تؤثر سلبا على طريقة تفكير الناس وتقيدها. هذا هو المعروف أيضا باسم فرضية سابير وورف القوية. على الرغم من أن بعض اللغويين يدافعون عن شكل من أشكال هذا، إلا أن العديد من اللغويين يرفضون ذلك باعتباره مبسطا للغاية.[b] على سبيل المثال، لمجرد أن اللغة لا تميز رسميا «هو» مقابل «هي» في ضمائرهم الشخصية لا يعني أن المتحدثين لا يميزون الرجال والنساء ويعاملونهم بشكل مختلف. وبالمثل، لمجرد أن اللغة الإنجليزية تفتقر إلى اللغة الرسمية هوديرنال متوترة لا يعني ذلك أن المتحدثين باللغة الإنجليزية لا يمكنهم التمييز بين الأحداث التي تحدث «اليوم» وتلك التي تحدث في يوم آخر.
- أمثلة على أصل الكلمة الشعبية مثل الترجمة الفورية الهليون باسم «عصفور العشب».[b] هذه هي الحالات التي يستنتج فيها المتحدثون أصل كلمة غير صحيح. أصل شعبي آخر هو افتراض أن اسم مكان نيويورك فيشكيل (على فيشكيل كريك) يعني مكانا لقتل الأسماك. في الواقع، - اقتل هو من كلمة هولندية تعني «الخور» (توجد أيضا في أسماء الأنهار مثل شيلكيل، بنسلفانيا ووالكيل، نيو جيرسي). ومع ذلك، تسبب أصل الكلمة الشعبية في مجموعات حقوق الحيوان مثل بيتا للضغط على أنه يجب إعادة تسمية المدينة.[3]

- المفاهيم الخاطئة الشائعة حول استخدام اللغة الإنجليزية
- أصل الكلمة الشعبية
  - أصل اسم زائف، يُطلق عليه أحيانًا اسم «أصل اسم شعبي»
- اللهجة الإدراكية
- الوصفة اللغوية
- مقارنة اللغة العلمية الزائفة
- الأصول الأسطورية للغة

## روابط خارجية
- اسأل اللغوي مع الأسئلة الشائعة - إجابات اللغويين على الأسئلة القائمة على المعتقدات اللغوية الشعبية
- برنامج تلفزيوني، التحيز اللغوي والأسطورة: «إنهم يتحدثون الإنجليزية السيئة حقًا في الجنوب وفي مدينة نيويورك»
- سجل اللغة - الوصفي واللغويات الشعبية